# Tom Caluwé
Tom Caluwé (* 11. April 1978 in Rumst) ist ein ehemaliger belgischer Fußballspieler.

## Karriere

### Verein
Caluwé spielte in den Jugendmannschaften des SK Londerzeel und KRC Mechelen, ehe er zum KV Mechelen wechselte. Dort gehörte er seit der Spielzeit 1996/97 zum Profikader des Vereins und gab sein Debüt in der Jupiler League. Bereits im ersten Profijahr kam Caluwé zu regelmäßigen Einsätzen und konnte seinen ersten Ligatreffer erzielen. In der Winterpause 1999/00 lockte ihn der niederländische Verein Willem II Tilburg in die Eredivisie. Dort behauptete sich der Mittelfeldspieler und schaffte mit zehn Treffern in der Saison 2003/04 seine bisher persönliche Torausbeute innerhalb eines Jahres. Im gleichen Jahr erreichte die Mannschaft Platz sieben, die bisher beste Positionierung in der Eredivisie seit dem Jahrtausendwechsel. In der Winterpause 2005/06, nach fünf Jahren, wechselte Caluwé zum Ligakonkurrenten FC Utrecht. Beim finanziell angeschlagenen Klub blieben die großen Erfolge aber aus. Von Juli 2009 bis Juni 2010 spielt Caluwé für Al-Wakrah SC. Anschließend wechselte er zum belgischen Verein VV St. Truiden. Anfang des Jahres 2011 wechselte er zum zypriotischen Klub AEK Larnaka, wo er allerdings wieder zum Saisonende entlassen wurde und in seiner belgischen Heimat beim Provinzklub SK Londerzeel anheuerte, bei dem er noch bis zu seinem Karriereende 2014 aktiv spielte.

### Nationalmannschaft
Am 11. Mai 2006 gab Caluwé sein Debüt im Dress der belgischen Nationalmannschaft. Im Spiel gegen Saudi-Arabien konnte er beim 2:1-Sieg zugleich seinen ersten Treffer für die Roten Teufel erzielen. Es blieb der bisher einzige Einsatz des Mittelfeldspielers. Zuvor war er bereits Nationalspieler der U-20 seines Landes und nahm mit dieser an der Junioren-Fußballweltmeisterschaft 1997 teil. Insgesamt war Tom Caluwé von 1995 bis 2006 als Spieler der U-18-, U-19-, U-20-, U-21- und A-Nationalmannschaft Belgiens aktiv.

## Trainer
Seit 2014 ist er Co-Trainer beim KV Mechelen und betreute in dieser Zeit den Verein in drei Meisterschaftsspielen auch als Interimstrainer.